# Biełowka (obwód samarski)
Biełowka (ros. Беловка) – wieś (sieło) w Rosji, w obwodzie samarskim, w rejonie bogatowskim. W 2010 liczyła 599 mieszkańców.

## Urodzeni
- Nikołaj Popow – radziecki wojskowy.